# ليلى هيرفيسآري
ليلى هيرفيسآري (Laila Hirvisaari؛ فيبوري، 7 يونيو 1938) مؤلفة وكاتبة فنلندية.
توفي آرني والد ليلى هيرفيسآري وهي بعمر 3 سنوات، في حرب الاستمرار بين فنلندا والاتحاد السوفياتي، فهي لا تتذكره. بعد الحرب، نزحت هي وعائلتها أولاً إلى لابينرنتا وبعد ذلك إلى الجزء الغربي من فنلندا.

## روابط خارجية
- ليلى هيرفيسآري على موقع IMDb (الإنجليزية)
- ليلى هيرفيسآري على موقع ميوزك برينز (الإنجليزية)
- ليلى هيرفيسآري على موقع قاعدة بيانات الفيلم (الإنجليزية)